# Кременецкий замок
Кремене́цкий за́мок (укр. Кременецький замок) — фортификационное оборонительное сооружение в Кременце Тернопольской области Украины. Замок был построен на крутой горе Бона (397 м над уровнем моря) из известняка. Возвышается над городом примерно на 100 метров.

## История
В древнерусскую эпоху на Замковой горе (Боне) находился Кременецкий детинец, выдержавший ряд осад, но срытый в 1260 году по требованию монгольского военачальника Бурундая.
Замок построили в XIV—XVI веках литовские князья Любарт, Витовт, Свидригайло. В 1409—1418 годах в башне Кременецкого замка содержался в заключении Свидригайло, пока не был освобождён из плена группой литовско-русских князей.
В XVI веке в замке было 2 моста и 3 башни: «Надвратная», «Черлена», «Над новым домом»; княжеский дворец, помещение для гарнизона, гауптвахта, церковь св. Михаила. В XVI веке было начато строительство колодца, но оно не было закончено. На стенах вдоль горы была стена с бойницами для пушек. Природная неприступность, запасы оружия, пороха и воды позволяли защитникам замка долго держать осаду.
В 1536 году Кременецкий замок перешел к королеве Боне. Замок перестроили в ренессансном стиле и усилили его обороноспособность.
После 6-недельной осады осенью 1648 года замок завоевали казаки Максима Кривоноса. Убитых во время штурма, по легенде, похоронили на Пятницком кладбище. Впоследствии замок потерял военное значение и его больше не восстанавливали.

## Архитектура
В настоящее время сохранились квадратная двухъярусная надвратная башня, готическая арка-заезд и частично боковые оборонительные стены толщиной 2,3 м и высотой 8—12 м, а также «Башня над новым домом».
На замке установлено две таблички: охранная, как памятнику архитектуры, и мемориальная, в честь битвы с ордами Батыя.
Гора, на вершине которой построен замок, в древности была безлесой (с гладкими склонами).
Из-за этого на горе происходили камнепады — камни, скатываясь с горы, повреждали дома расположенного вокруг горы посёлка.
Впоследствии, чтобы камнепадов не было, склоны горы обсадили деревьями, так что теперь склоны горы покрыты лесом.

## Фотогалерея

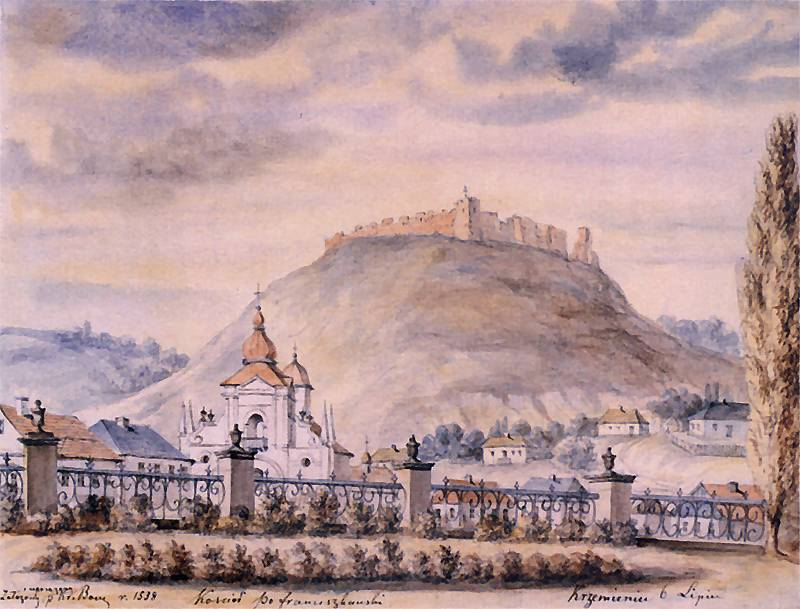
Наполеон Орда «Замковая гора (Бона)», 1862—1876
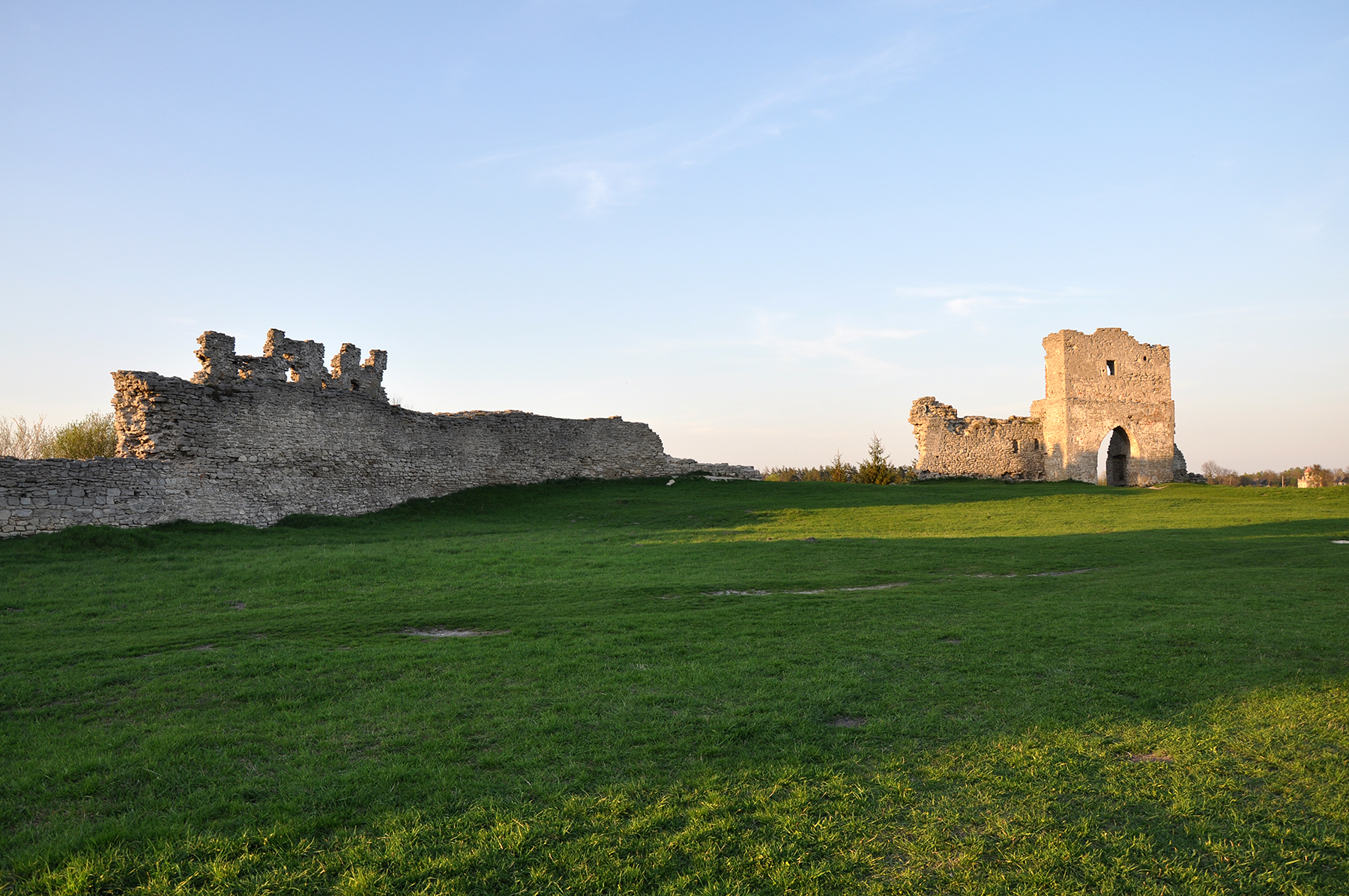
Руины замка
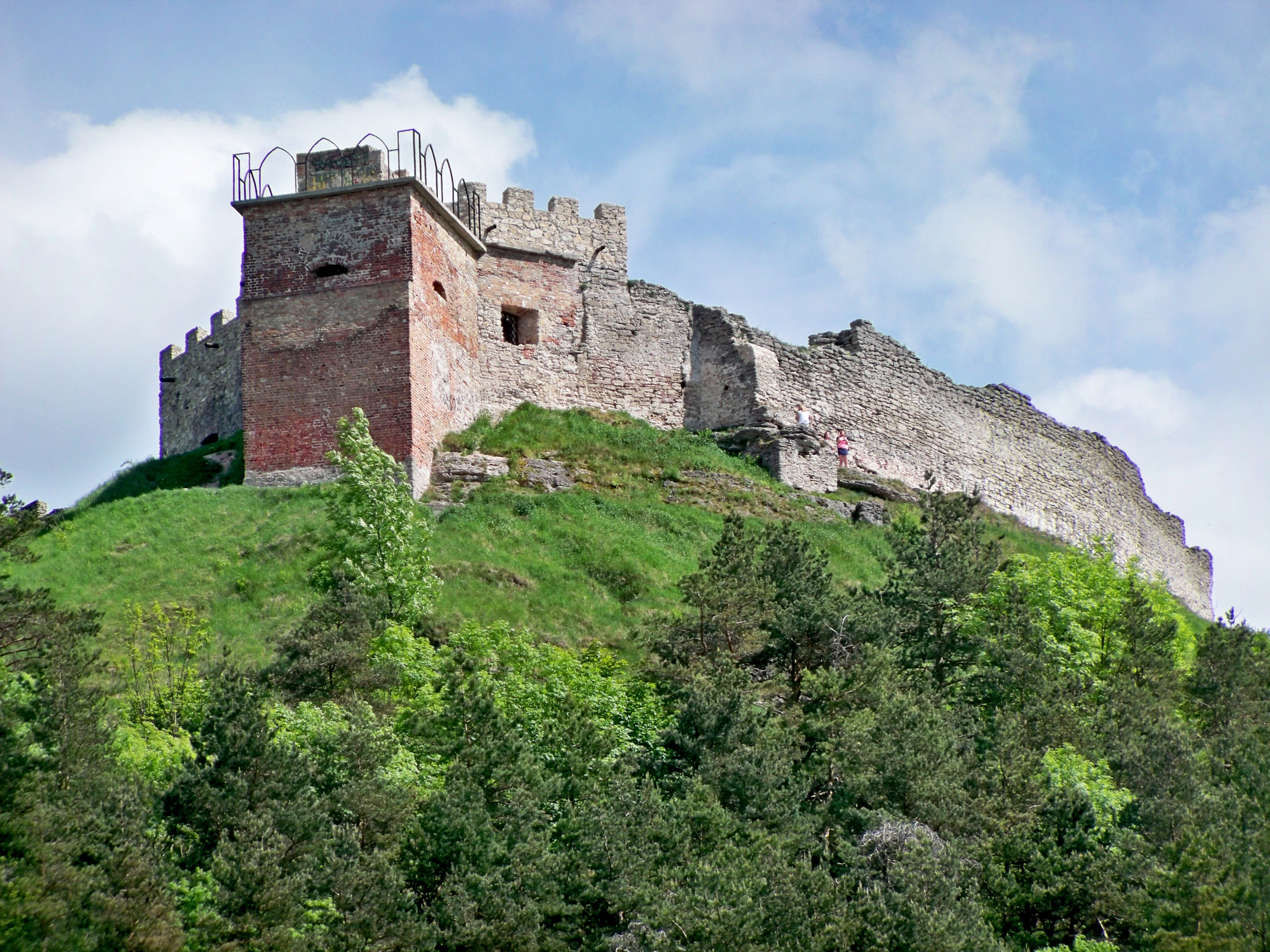
Руины замка
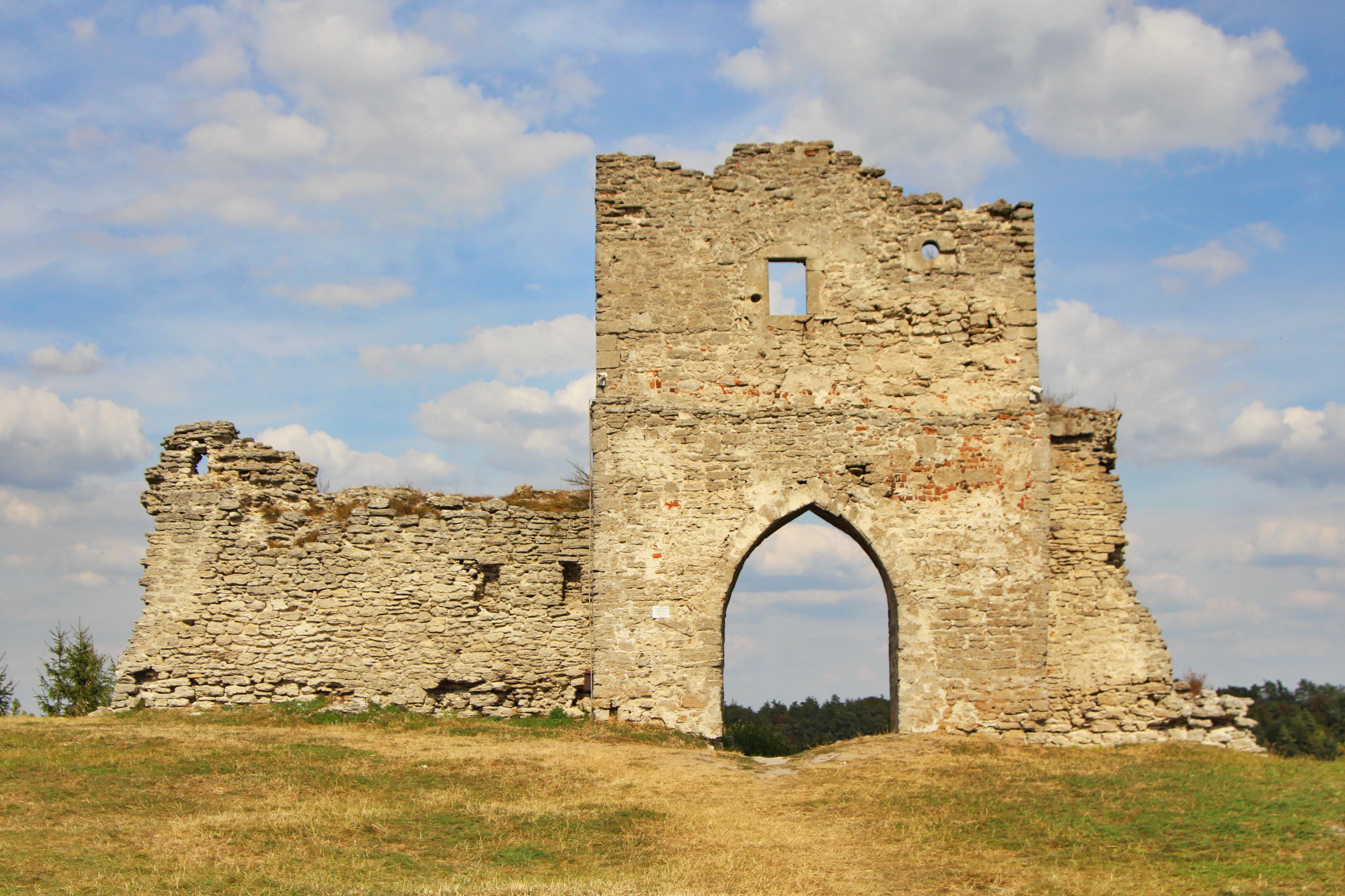
Руины замка
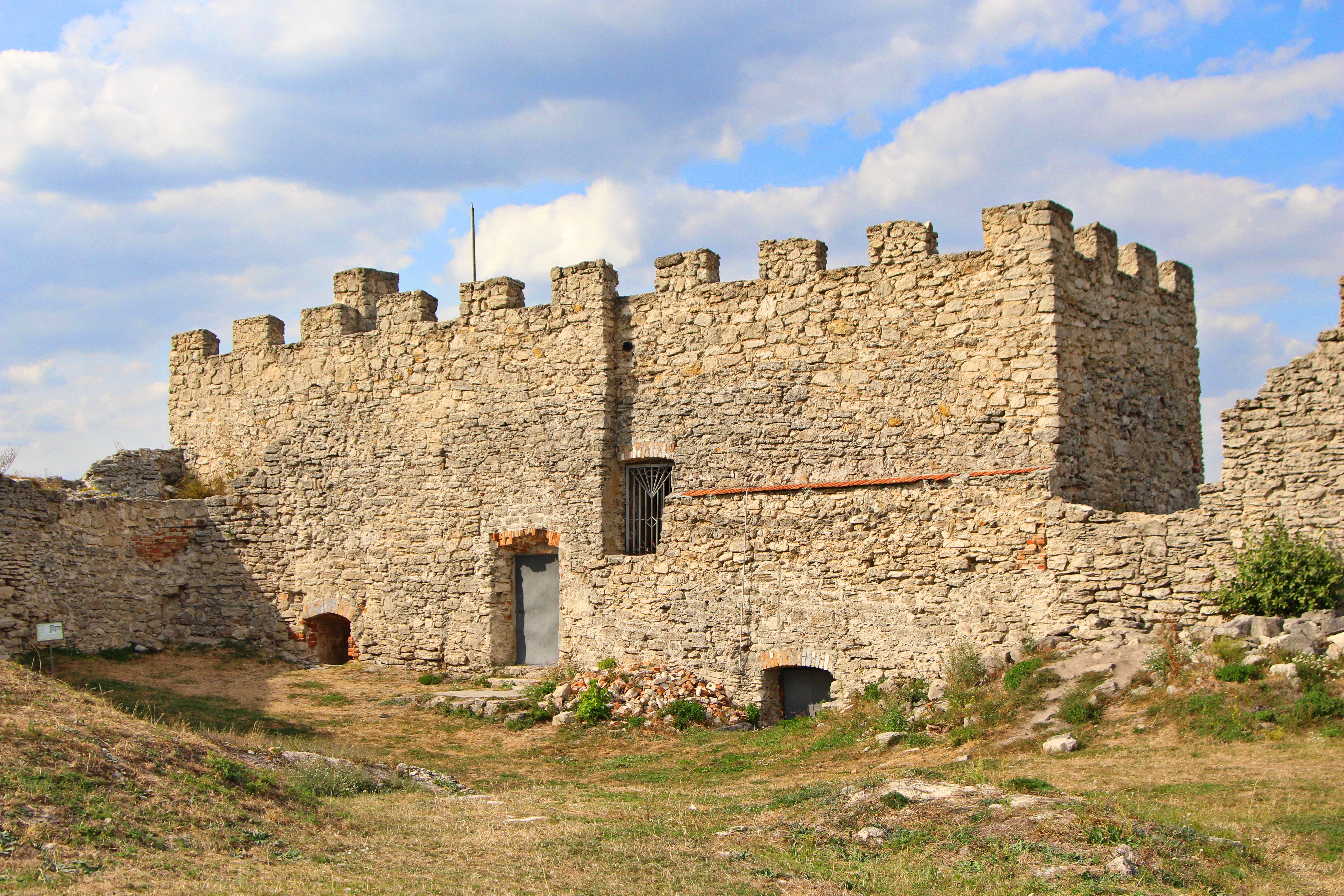
Руины замка